# Gmina Wilczyce
Die Gmina Wilczyce ist eine Landgemeinde im Powiat Sandomierski der Woiwodschaft Heiligkreuz in Polen. Ihr Sitz ist das gleichnamige Dorf mit etwa 800 Einwohnern.

## Gliederung
Zur Landgemeinde (gmina wiejska) Wilczyce gehören folgende Dörfer mit einem Schulzenamt:
Bożęcin
Bugaj
Dacharzów
Daromin
Dobrocice
Gałkowice-Ocin
Łukawa
Ocinek
Pęczyny
Pielaszów
Przezwody
Radoszki
Tułkowice
Wilczyce
Wysiadłów
Zagrody
Ein weiterer Ort der Gemeinde ist Kolonia.